# Adam Opel AG Werk Bochum I

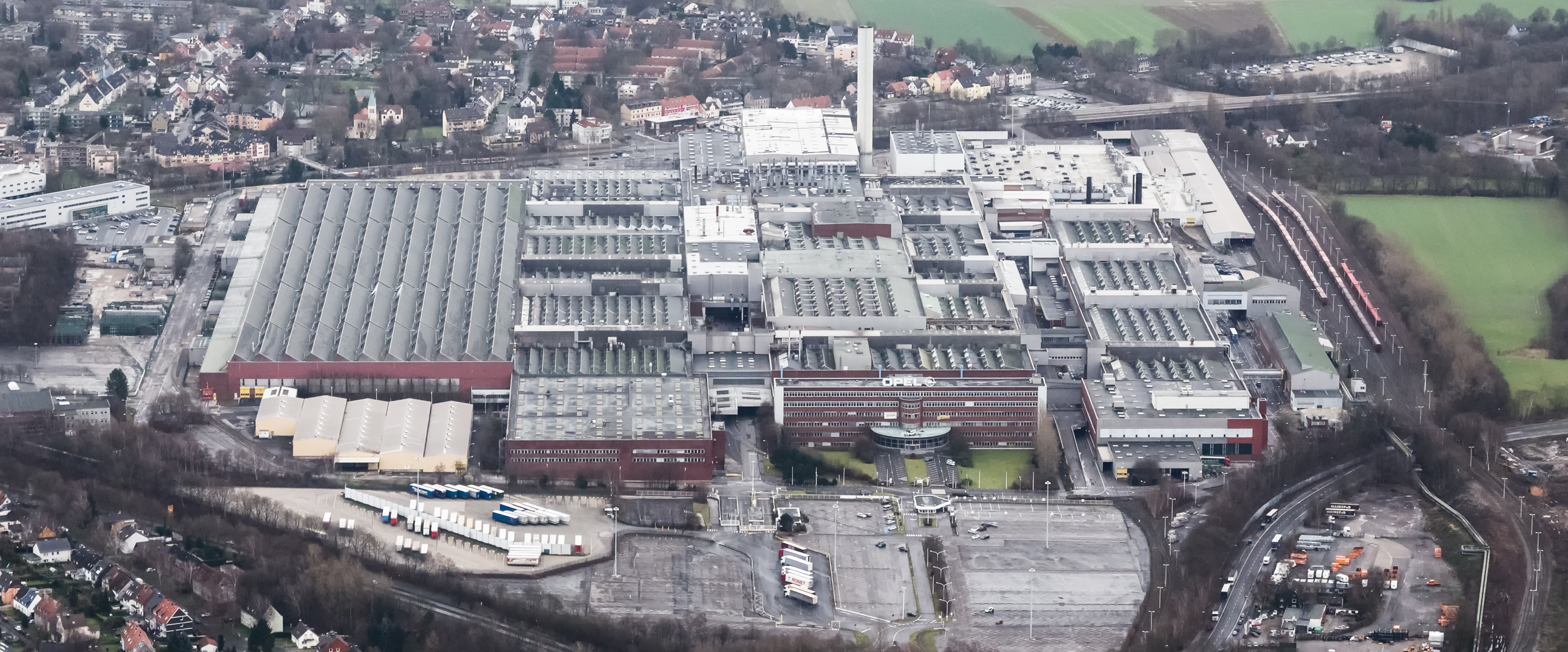
Luftaufnahme Werk I, 2014

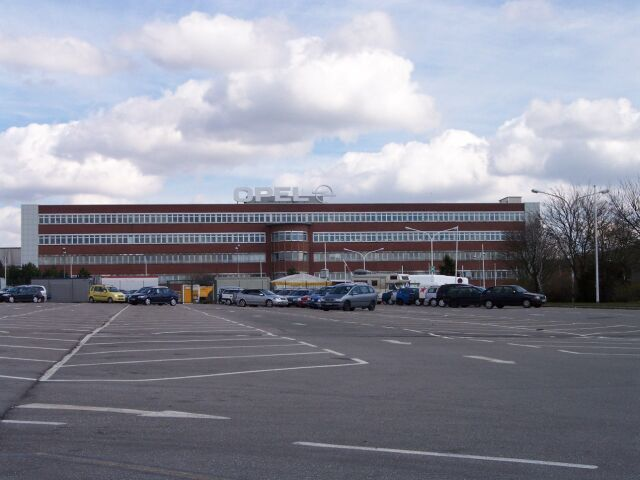
Verwaltungsgebäude Werk I, Bochum

Das Adam Opel AG Werk Bochum I zählte zusammen mit den Opel-Werken II/III zum Produktionsstandort der Adam Opel AG (heutige Opel Automobile GmbH) in Bochum.
Das Werk I befand sich auf dem ehemaligen Betriebsgelände der Schachtanlage I der Zeche Dannenbaum in unmittelbarer Nähe der Stadtautobahn Bochumer Ring am Teilstück Nordhausen-Ring. Das Werkstor 4 hatte nahezu direkten Anschluss an die Autobahn A44 am Autobahnkreuz Bochum/Witten.
Nach Stilllegung des Werks wurden die Flächen im Jahr 2015 durch die Firma Bochum Perspektive 2022 GmbH zu einem symbolischen Preis gekauft, um sie der städtebaulichen und gewerblichen Entwicklung im Rahmen des Projekts Mark 51°7 zuzuführen. Die leergezogenen Produktionsgebäude von Opel wurden in der Folge größtenteils zurückgebaut.

## Geschichte

### Anfänge
Als sich abzeichnete, dass die Kohlekrise nicht nur konjunkturell, sondern strukturbedingt war, wurde seit Februar 1959 mit General Motors, vertreten durch Gaston de Wolff, über die Bedingungen einer Ansiedlung von Opel verhandelt; am 20. Mai 1960 gab die Stadt Bochum den Bau eines Opel-Werkes auf dem Gelände der Zeche Dannenbaum bekannt; deren Stilllegung war am 10. Dezember 1958 von der Gelsenkirchener Bergwerks-AG (GBAG) beschlossen worden.
Das Gelände wurde im selben Jahr durch die Stadt von der GBAG für rund 2,2 Mio. DM nebst weiterer Flächen für weitere 3 Mio. DM erworben und mit einem Aufwand von rund 1 Mio. DM baureif gemacht. Bochum übernahm sämtliche Abbruchkosten sowie die Haftung für eventuelle Bergschäden. Im Mai 1960 verkaufte die Stadt Bochum die baureifen Flächen für rund 1,2 Mio. DM an die Adam Opel AG und übernahm zusätzlich Kosten für den Anschluss an den zu bauenden Opelring (heute Teil des Bochumer Rings) und den Erwerb des heutigen Kraftwerks Bochum der Zeche Prinz Regent zur Bereitstellung von Energie und Dampf. Im Stadtteil Laer änderte sich das Ortsbild stark.
Beginn der Erdarbeiten war der 15. August 1960, die Betonarbeiten wurden Januar 1961 begonnen. Beim Bau des Werkes wurden mehr als 2 Millionen Kubikmeter Erde bewegt und etwa 500.000 Kubikmeter Beton verbaut. Nach dem Richtfest am 12. April 1962 wurde das Werk am 10. Oktober 1962 fertiggestellt; gleichzeitig lief die Produktion des Opel Kadett A auf 458.000 Quadratmeter Produktionsfläche an. Von den 11.600 Arbeitern, die 1964 in den Bochumer Werken arbeiteten, kamen lediglich 2564 aus dem Bergbau. Die Opel AG erwarb noch eine zehnjährige Kaufoption für ein viertes Werk auf dem Gelände der Imprägnieranlage auf Schacht V der Zeche Lothringen, dem heutigen Gewerbepark Gerthe-Süd. Die Schließung der Zeche Mansfeld am 31. März 1963 sowie der Zeche Robert Müser am 31. März 1968 wurde durch die Einrichtung eines Bauwerkssicherheitspfeilers und die damit verbundene Verkleinerung der abbauwürdigen Felder vermutlich beschleunigt.

### Entwicklung des Werkes und der Modellpalette
In Bochum wurde zunächst nur die Neuauflage des Kadett mit rund 60 Fahrzeugen pro Stunde gefertigt und die Leistung dann bis 1969 auf 105 Fahrzeuge pro Stunde hochgefahren. Im Jahr 1970 wurde mit dem Opel Manta ab September und dem Opel Ascona A ab November auch die Fertigung zweier weiterer Baureihen aufgenommen und bis zum Oktober 1980 (Ascona) bzw. 1988 (Manta) fortgeführt. 1984 wurde die weltweit erste Lackiererei für wasserbasierte Lacke in Betrieb genommen. Im Spitzenjahr 1992 liefen 361.994 Fahrzeuge vom Band, danach sanken Ausstoß und Belegschaft kontinuierlich, auch wenn die Fertigung des Opel Zafira ab 1999 nochmals eine zweite in Bochum gefertigte Baureihe und einen Jahresausstoß oberhalb der 300.000 Fahrzeuge-Marke bedeutete. Ab 2004 wurden neben dem Zafira nur noch die Kombi-Typen des Opel Astra H in Bochum gefertigt.
Im Dreischichtbetrieb konnten etwa 1200 Fahrzeuge pro Tag gebaut werden.
In den Spitzenzeiten arbeiteten in den Werken I, II und III etwa 20.000 Menschen, im Jahr 2003 noch etwa 10.800 Menschen. Ein Grund für den Verlust von Arbeitsplätzen bei zugleich steigender Produktivität ist der zunehmende Automatisierungsgrad in der Automobilproduktion (z. B. mehr Schweißroboter). In den Bochumer Opel-Werken waren 2011 noch rund 5.170 Menschen beschäftigt. Durch die Aufgabe der Automobilproduktion in Bochum im Jahr 2014 werden etwa 3.500 Stellen entfallen. Das beschloss der Aufsichtsrat der General-Motors-Tochter auf Vorschlag des Vorstands am 17. April 2013 in Rüsselsheim.
Am 5. Dezember 2014 um 00.27 Uhr lief der letzte Wagen, ein Zafira, in Bochum vom Band, die Fertigung des Zafira Tourer wurde in das Werk Rüsselsheim verlagert.

### Ehemaliges Produktionsprogramm
| Modell                       | Produktionszeitraum | Produktionszeitraum |
| Modell                       | Start               | Ende                |
| ---------------------------- | ------------------- | ------------------- |
| Kadett A                     | 1961                | 1965                |
| Kadett B                     | 1965                | 1973                |
| Kadett C                     | 1973                | 1979                |
| Kadett D                     | 1979                | 1984                |
| Kadett E                     | 1984                | 1991                |
| Astra F                      | 1991                | 1998                |
| Astra G                      | 1998                | 2004                |
| Astra H                      | 2004                | 2009                |
| Opel Astra J                 | 2009                | 2014                |
| Opel Astra J (Sports Tourer) | 2010                | 2014                |
| Opel GT                      | 1969                | 1973                |
| Manta A                      | 1970                | 1975                |
| Manta B                      | 1975                | 1982                |
| Ascona A                     | 1970                | 1975                |
| Ascona B                     | 1975                | 1981                |
| Zafira A                     | 1999                | 2005                |
| Zafira B                     | 2005                | 2014                |

## Nach der Stilllegung

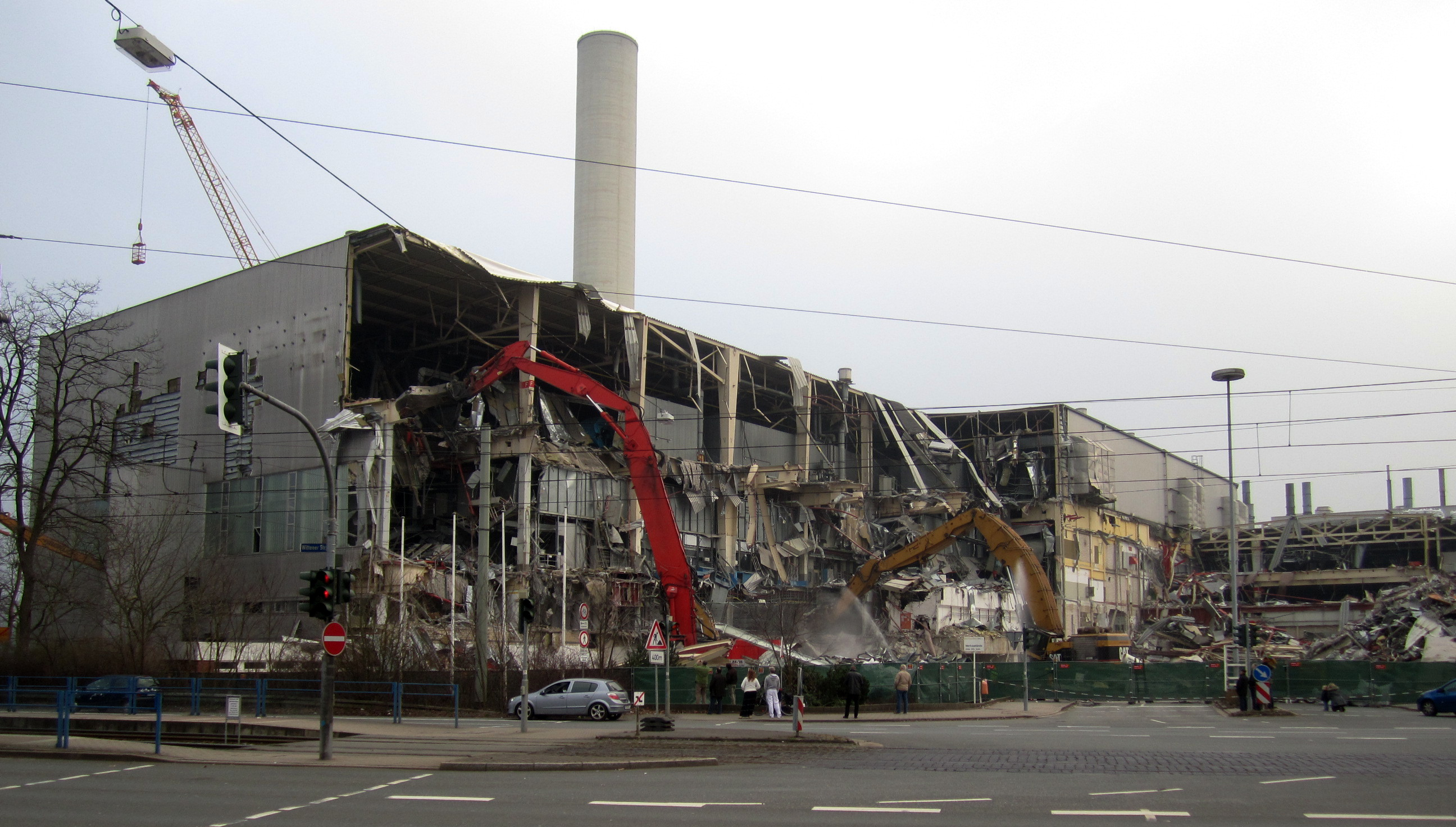
Der Abriss des Werkes wurde Anfang 2015 mit der Lackiererei begonnen.

Der Rückbau der in den 1980er Jahren errichteten Lackiererei wurde von Opel beauftragt, bis Ende Juni 2015 beendete eine Restbelegschaft alle Aktivitäten. Die restlichen Gebäude wurden entkernt an die Bochum Perspektive 2022 zur Nachnutzung übergeben. Das Verwaltungsgebäude O-Werk am Opel-Ring sowie ein kleineres Nebengebäude (Gebäude D2) zur Acetylenerzeugung werden voraussichtlich als Baudenkmal erhalten bleiben und sind Teil des neuen O-WERK | CAMPUS. Dort endet seit Januar 2023 eine kurze Neubaustrecke der Straßenbahn. Vor dem Gebäude D2 steht die Werksbahnlok V28-103 (Henschel DH 500 Ca), die auch als Denkmal erhalten wird. Der Rest des Geländes wird geräumt.
Im August 2017 wurde mit dem symbolischen ersten Spatenstich für den Neubau eines DHL-Paketzentrums der Rückbau des ersten Abschnitts beendet. Im zweiten Schritt wird auch das ehemalige Presswerk mit 1,5 Mio m³ umbauten Raums zurückgebaut und die sanierten Grundstücke im Laufe der Jahre 2018 und 2019 in zwei Abschnitten an Nachnutzer übergeben. Im Untergrund des Geländes waren aus der Zeit der Zeche Dannenbaum 13 km Flöze, 25 Tagesöffnungen, 5 Luftschutzstollen sowie zwei Tiefbauschächte zu erkunden und sichern.
Seit März 2014 wird das Werk in der Route der Industriekultur, Themenroute Bochum aufgelistet.
Das ehemalige Werksgelände wird durch eine Straßenbahnstrecke und eine Buslinie erschlossen:
| Linie | Verlauf | Takt   | Betreiber |
| ----- | --- | ------ | --------- |
| 302   | Gelsenkirchen-Buer Rathaus – Gelsenkirchen, Veltins-Arena – Gelsenkirchen-Schalke – Musiktheater – U Heinrich-König-Platz – U Gelsenkirchen Hbf – Gelsenkirchen-Ückendorf – Bochum-Wattenscheid, August-Bebel-Platz – Stahlhausen Wattenscheider Str. – U Bochumer Verein/Jahrhunderthalle – U Rathaus (Süd) – U Bochum Hbf – U Lohring – Altenbochum Kirche – Bochum-Laer Mitte – (Mark 51° 7 – Langendreer Markt – Langendreer ) / O-Werk | 15 min | Bogestra  |
| 372   | Bochum-Querenburg, Ruhr-Universität – Gesundheitscampus – Markstr. – Steinkuhl – O-Werk – Laer Mitte – Bochum-Langendreer West – Gewerbegebiet Mansfeld | 60 min | Bogestra  |